# 23 avril 1932
Le samedi 23 avril 1932 est le 114e jour de l'année 1932.

## Naissances
- Alain Besançon, historien français
- Ivan Šantek (mort le 14 avril 2015), footballeur yougoslave
- Max Cohen (mort le 21 décembre 2002), cycliste français
- Rafał Gan-Ganowicz (mort le 22 novembre 2002), mercenaire polonais
- Roy Halston Frowick (mort le 26 mars 1990), créateur de mode américain
- Victor Cupsa, peintre français

## Décès
- Antoine-Frédéric Brunet (né le 21 octobre 1868), personnalité politique française
- Gustav Hegi (né le 13 novembre 1876), botaniste suisse
- Jean-Pierre Laurens (né le 18 mars 1875), peintre et enseignant français